# JTBC 밤샘토론
《JTBC 밤샘토론》은 JTBC의 주간 토론 프로그램이다. 손석희 보도담당 사장 취임 이후 보도 프로그램 강화 일환으로 2013년 9월 처음으로 방송됐다. 종편 중 유일한 시사 토론 프로그램이었다.

## 기획 의도
- 흥미진진하고, 신선하고, 시청자 눈 높이에 맞춘 젊은 감각의 토론을 지향하는 프로그램으로서, 시청자들의 참여를 독려하기 위해 홈페이지와 트위터 등으로 실시간으로 의견을 받고, '올빼미 논객' 선정에 참여한 이에게는 방송 초기에는 치킨과 맥주 상품권을 제공하였으나, 현재는 피자상품권을 제공한다.[1]

## 방송 시간
| 방송 채널 | 방송 기간                           | 방송 시간           |
| JTBC      |                                     |                     |
| --------- | ----------------------------------- | ------------------- |
| JTBC      | 2013년 9월 27일 ~ 2016년 10월 14일  | 금요일 밤 12시 30분 |
| JTBC      | 2016년 10월 28일 ~ 2020년 12월 18일 | 금요일 밤 12시 20분 |

## 역대 진행자
- 1대 : 신예리, 박진규 (2013년 9월 27일 ~ 2018년 6월 29일)
- 2대 : 신예리, 김진일 (기자) (2018년 7월 13일 ~ 2020년 12월 18일)

## 같이 보기
- MBC 100분 토론
- 엄경철의 심야토론